# 한복문화학회
한복문화학회는 한복의 연구․조사․고증․자문 및 디자인 개발 등을 통해 한복산업 육성과 한복문화 발전을 도모하기 위하여 1999년 8월 16일 설립된 대한민국 문화체육관광부 소관의 사단법인이다. 사무실은 서울특별시 영등포구 양평동 4가 68-3 대명빌딩에 있다.

## 주요 사업
- 한복 고증․재현․자문․디자인 개발 및 상품개발
- 한복의 대중화 및 세계화를 위한산학협동 추진
- 한복의 국제교류 및 정보교환

## 같이 보기
- 한복